# Obléhání Lisabonu
Obléhání Lisabonu bylo součástí reconquisty. Trvalo od konce června do 25. října 1147 a bylo zakončeno obsazením města křesťanským vojskem vedeným portugalským králem Alfonsem.

## Obléhání
Král Alfons po dobytí významné pevnosti Santarém v dubnu 1147, zamířil k hlavnímu městu kraje Lisabonu. Královské síly ale byly příliš slabé na to, aby dobyly tak velké město, navíc když bylo zásobováno Maury z moře. Alfonsovi dorazilo na pomoc křižácké vojsko, které se vydalo na druhou křížovou výpravu. Celkem se jednalo o asi 10 000 mužů, kteří vyrazili 23. května 1147 z anglického přístavu Dartmouth. Křižáci pocházeli především z Porýní, Brabantska, Flander, Boulogne, Normandie, Lincolnshiru, východní Anglie a z přístavů na jihu Anglie. Cestou se křižáci zastavili v poutním místě Santiago de Compostela. Znovu na Pyrenejském poloostrově přistáli kvůli špatnému počasí 16. června 1147 v severoportugalském Portu, kde byli místním biskupem požádáni, aby se setkali s králem Alfonsem Portugalským.
| „                               | Já, Alfons, král portugalský, se souhlasem všech svých věrných a pro věčné uchování v paměti všech budoucích, potvrzuji v této listině následující dohodu: Frankové, kteří se po mém boku zúčastní obléhání města Lisabonu, převedou do svého vlastnictví a moci nepřátelský majetek a podrží jej bez nároku na podíl ze strany mé či mých mužů. Jestliže zajatí nepřátelé projeví přání vykoupit svůj život, připadne Frankům bez výhrad také výkupné, samotné zajatce však vrátí mně. Pokud se jim podaří zmocnit se města, dostanou je a podrží do té doby, než bude prohledáno a vyrabováno...Teprve potom, až město prohledají podle své libovůle, předají je mně... | “ |
| — úryvek z dopisu křižáka Raula | |   |

Město bylo obsazeno po čtyřech měsících obléhání, kdy maurští vládcové souhlasili s kapitulací vyhladovělého města. 25. října 1147 byly otevřeny městské brány a ve dnech 25. října – 29. října trvalo plenění a rabování, vraždění muslimů a vyhánění cizinců.